# Llanera (Nueva Écija)
Llanera (Bayan ng Llanera - Municipality of Llanera), antaño conocido como Bagumbayán, es un municipio filipino de cuarta categoría, situado en la parte central de la isla de Luzón. Forma parte del Segundo Distrito Electoral de la provincia de Nueva Écija situada en la Región Administrativa de Luzón Central, también denominada Región III.

## Geografía

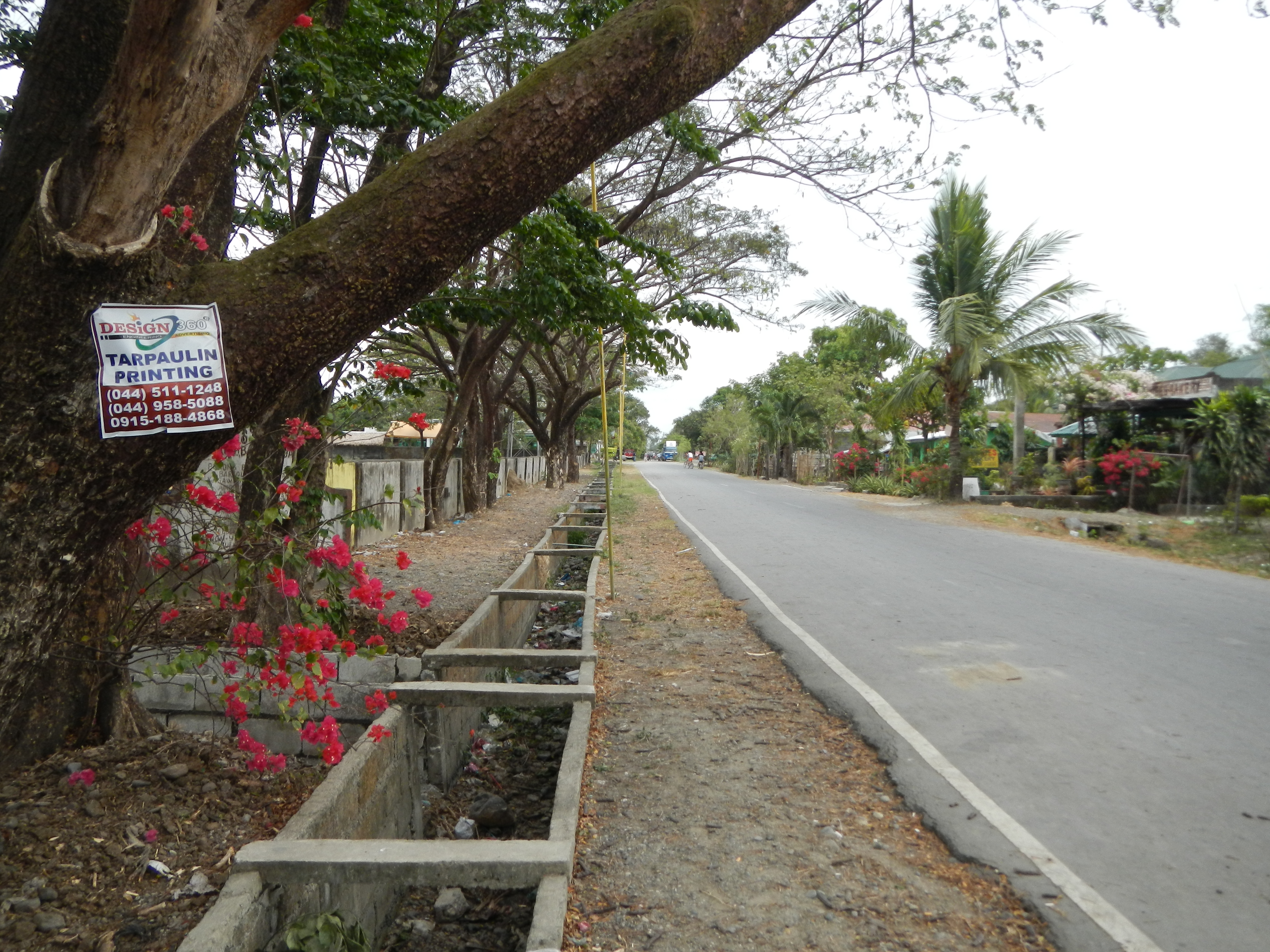
Paisaje de Llanera.

Situado en el centro de la provincia, linda al norte con la ciudad de San José de Nueva Écija; al sur y al oeste con el municipio de Talavera; al este con el municipio de Rizal; y al sudeste con el municipio de Natividad.

### Barangays
El municipio  de Llanera se divide, a los efectos administrativos, en 22 barangayes o barrios, conforme a la siguiente relación:
| - Andrés Bonifacio del Sur - Andrés Bonifacio del Norte - Bagumbayan - Bosque - Caridad del Norte - Caridad del Sur | - Casile - Floridablanca - General Luna - General Ricarte - Gómez - Inanama | - Ligaya - Mabini - Murcon - Plaridel - San Felipe | - San Nicolás - San Vicente - Santa Bárbara - Victoria (Población) - Villa Viniegas |  |

## Historia

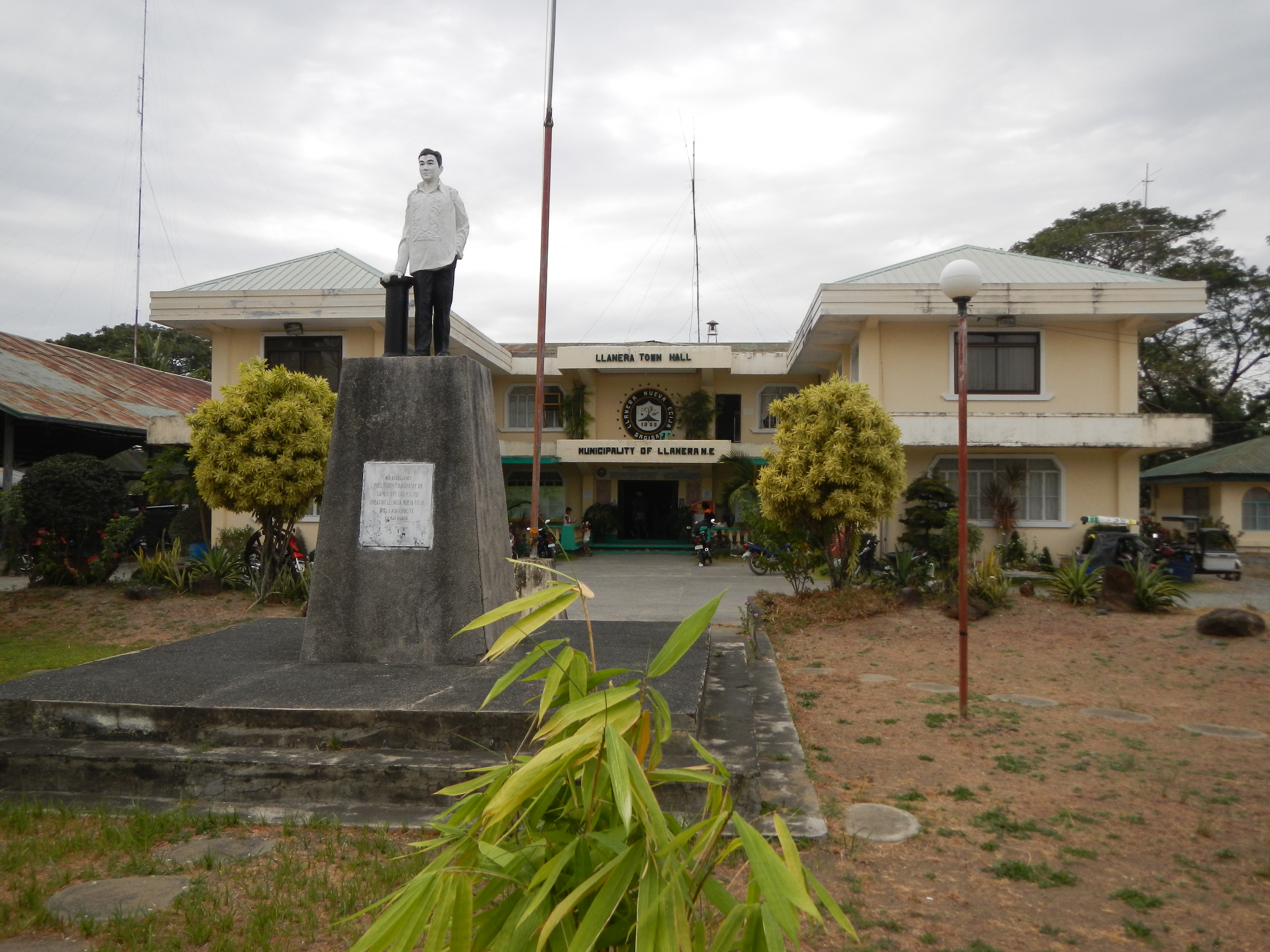
Casas Consistoriales y monumento a Mariano Llanera.

Su nombre recuerda a Mariano Llanera, unos de los líderes de la Revolución Filipina. Municipio creado el año 1954 agrupando barrios de:
- San José de Nueva Écija:  Bagumbayán (Población), Andrés Bonifacio, Caridad, parte de  San Mauricio, parte de  Parang Manga, Santa Bárbara, Floridablanca, Gómez, San Francisco y Victoria.
- Talavera: General Luna, Morcón, Mabini, Ricarte, Casili, y Picon. Sitios de  Plaridel y Bosque.
- Rizal: San Felipe y San Alfonso